# デ・ハビランド スペクター

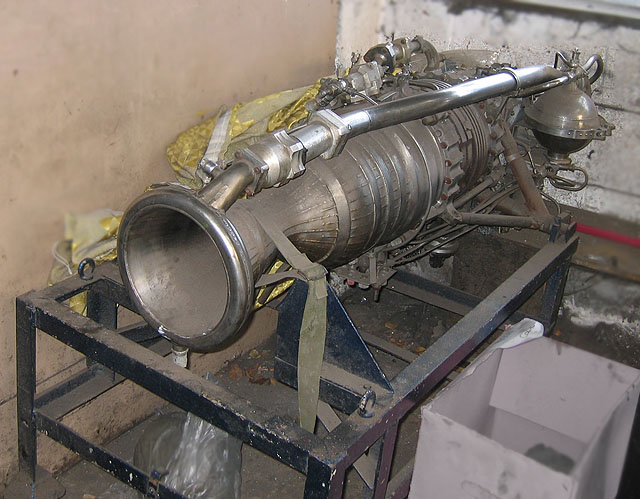
デ・ハビランド スペクター ロケットエンジン

デ・ハビランド スペクター（de Havilland Spectre）は、1950年代にデ・ハビランド社によって開発されたロケットエンジンである。イギリス空軍が計画していたサンダース・ロー SR.53のようなロケットエンジンとジェットエンジンを搭載する複合動力迎撃機に使用された。

## 設計と開発
スペクターはケロシンと過酸化水素を用いる二元推進薬型エンジンである。最大推力は8000 lbf（35.7 KN）で、推力は10-100%の範囲で調整可能であった。SR.53はロケット用とジェット用のケロシンを同一のタンクに搭載したが、フルパワーを出した場合、燃焼時間は7分間と予定されていた。
1952年にスペクターDSPe.1の静的試験が実施された。航空機業界には、先行するエンジンはなかったが、必要な推力は 2,000 lbf（8.9 kN）から15,000 lbf（67 kN）の間と見積られた。8,000 lbf（36 kN）から2,000 lbf（8.9 kN）の推力を発生する可変推力形式が採用された。設計哲学はターボジェット（アームストロング・シドレー ヴァイパー）とロケットエンジンを併用し、運用上の柔軟性を最大にするという、SR.53のコンセプトに合致するものであった。
U.M. Barske博士が発明した、革新的なオープン・インペラ型高速遠心ポンプが採用されたが、これは以前にヘルムート・ヴァルターの研究所で研究されていたものであり、ケロシン燃料を冷却流路に循環させて冷却する再生冷却が採用された。燃料タンクはポンプのキャビテーションを回避するために、加圧されていた。 
リグ試験は1953年に開始され、1954年中旬からベンチ試験が開始された。さらに、イングリッシュ・エレクトリックキャンベラ爆撃機 2機に搭載されて試験が実施された。1956年秋に飛行許可が出されたが、高空でのスタベーション問題のため試験は一旦中断し、SR.53プロトタイプ機の飛行は1957年5月に開始された。
1957年10月、さらに先端的なSR.177用として、改良版であるスペクターDSpe.5エンジンと、デ・ハビランド ジャイロン・ジュニアターボジェットエンジンを組み合わせ、合計推力14,000 lbf（62 kN）とする契約が結ばれた。エンジンの開発と並行して、ガスタービン用の過酸化水素式始動装置と過酸化水素式補助動力装置の2つの主要な構成要素の開発も開始された。しかしながら、悪名高い1957年度国防白書の影響を受け、イギリスの有人戦闘機開発は凍結され、最終的にはエンジンも開発中止となった。
SR.53の飛行テストは39回実施され、最高速度はマッハ1.33、到達高度は55,000フィートであった。続いてSR.177の開発が始まったが、1958年に中止された。
その後、1959年にデ・ハビランドはブリストル・シドレーに吸収されたが、エンジンの開発は続けられた。スペクター開発計画は最終的に1960年10月に中止された。それまでの総費用は575万ポンドと報告されている。

## 仕様
- 形式：液体燃料ロケット
- 酸化剤：過酸化水素
- 燃料：ケロシン
- 最大推力：8000 lbf（35.7 KN）

## 派生機種
Dspe.1 初期型
Dspe.2 連続運転仕様、簡略化された設計
Dspe.3 Dspe.1の改良型で推力可変式
Dspe.4 Dspe.2の改良型
Dspe.5 Dspe.1の改良型

## ダブル・スペクター
ブルースチール核ミサイル用に2基の燃焼室を備えたこのエンジンが初期型の飛行試験のために使用された